# Rinovirus
Rinovirus (van Grieks ἡ ῥίς, hè rhis "de neus", τῆς ῥινός, tès rhinos "van de neus" (genitivus), en Latijn vīrus "vergif", dus letterlijk neusgif, neusvirus) is een geslacht virussen uit de familie van het picornavirus. Er bestaan meer dan honderd verschillende soorten van het virus.
Rinovirussen zijn de voornaamste veroorzakers van de verkoudheid. Symptomen zijn onder meer een zere keel, loopneus, verstopte neus, niezen en hoesten; soms in combinatie met spierpijn, vermoeidheid, malaise, hoofdpijn, spierzwakte of verminderde eetlust. Koorts en extreme uitputting komen minder vaak voor bij een rinovirusinfectie dan bij influenza, maar een rinovirus kan wel leiden tot een infectie van de onderste luchtwegen, en de daardoor ontstane longontsteking kan bij jonge kinderen fataal zijn.
Het rinovirus muteert snel. Daardoor is iemand die een infectie met het virus overwint slechts kort immuun voor een nieuwe besmetting. Ook leiden de snelle mutaties, die grotendeels onsuccesvol zijn, ertoe dat het virus slecht buiten het lichaam gekweekt kan worden.